# Experimentul Philadelphia 2
Experimentul Philadelphia 2 (în engleză Philadelphia Experiment II) este un film SF din 1993 regizat de Stephen Cornwell. Este continuarea filmului omonim din 1984, cu o distribuție complet nouă și doar două personaje care reapar. În rolurile principale joacă actorul Brad Johnson ca David Herdeg (eroul din primul film) și Gerrit Graham într-un rol dublu, atât ca răufăcător principal, cât și ca tatăl său (Dr. William Mailer / Friedrich Mahler).

## Prezentare
Au trecut nouă ani de la evenimentele care l-au adus pe David Herdeg în anul 1984, unde a cunoscut-o și ulterior s-a căsătorit cu Allison. Ea a murit de atunci, iar David locuiește singur cu fiul lor, Beniamin. Situația sa materială se degradează încet, Ben are probleme la școală, iar băncile amenință că-i vor sechestra casa; cu toate acestea, refuză ajutorul financiar din partea profesorului Longstreet, directorul inițial al proiectului, în schimbul reîntoarcerii în Marina SUA. În plus, a avut și experiențe dureroase pe care Longstreet le raționalizează ca fiind halucinații legate de stres. Cu toate acestea, fără să știe Herdeg, Longstreet a făcut unele cercetări pe cont propriu.
Într-o demonstrație, inginerul William Mailer – fiul lui Friedrich Mahler, un om de știință nazist care a lucrat la un proiect similar cu Experimentul Philadelphia – folosește tehnologia ca o demonstrație pentru o potențială strategie de apărare-atac prin teleportare. Ideea este de a trimite un bombardier într-o zonă cu risc ridicat pentru a surprinde apărarea antiaeriană inamică, atacând înainte ca apărarea să poată reacționa. În ciuda interesului semnificativ, Longstreet reușește să convingă mai mulți oameni că tehnologia este prea periculoasă pentru a fi folosită. Se dezvăluie apoi că Longstreet însuși i-a dat lui Mailer echipamentul necesar – cu condiția ca acesta să fie folosite doar în scopuri de testare. Aceste teste sunt cele care îl afectează grav pe David.
Herdeg, furios să afle că Longstreet l-a mințit, își face bagajele pentru a părăsi California, sperând să se îndepărteze suficient de mult de experiment. Mailer, pentru a-și justifica munca, folosește tehnologia pentru a transmite un F-117 Nighthawk, dar aeronava nu se rematerializează. David simte o durere fizică extraordinară în timp ce lumea din jurul lui se schimbă și Ben dispare.
David se trezește într-un an 1993 foarte diferit, fugărit de o echipă militară puternic înarmată. El este salvat de Jess, un membru al unui grup de rezistență clandestin, care explică că Germania nazistă a câștigat al Doilea Război Mondial și este pe cale să sărbătorească 50 de ani de stăpânire nazistă asupra Americii. Evreii, afro-americanii și alte minorități etnice sunt trimiși în lagăre de concentrare, în timp ce toți cetățenii suferă sub conducerea unui guvern marionetă opresiv.
În această realitate, Germania a câștigat războiul folosind un avion futurist numit Phoenix pentru a arunca bombe atomice, distrugând astfel Washington, D.C. și alte ținte majore de pe coasta de est. Statele Unite, Regatul Unit, Uniunea Sovietică și alte națiuni aliate s-au predat Germaniei naziste. Phoenix a fost distrus într-o explozie și Friedrich Mahler, omul de știință care și-a luat meritul pentru construirea lui, a fost ridiculizat, deoarece nu a reușit să reproducă designul „său” de succes.
Aeronava a fost același F-117 din experimentul lui Mailer, trimis accidental înapoi în timp. Testul său al dispozitivului a fost menit să transporte F-117, cu o încărcătură utilă de arme nucleare, la baza aeriană Ramstein din Germania. În timp ce aeronava a fost teleportată cu succes la Ramstein, a fost și transferată în timp, ajungând în 1943 în Germania nazistă. Mahler a găsit-o și le-a spus naziștilor că este invenția lui.
Datorită sângelui unic al lui Herdeg, el încă cunoaște istoria originală și este recrutat de Longstreet – liderul grupului de rezistență – pentru a se întoarce în timp și a preveni folosirea F-117 de către naziști. Mailer revizuit a dezvoltat același experiment, dar a studiat și Experimentul Philadelphia și știe că o injecție cu sângele lui Herdeg îi va permite să călătorească în timp folosind raza de teleportare. Când rezistența atacă baza lui Mailer, în efortul său de a-l trimite înapoi pe Herdeg, Herdeg este capturat de Mailer, care face rost de o fiolă cu sângele lui Herde. În timp ce Jess și ceilalți sunt împușcați, Herdeg scapă și călătorește înapoi, urmat în curând de Mailer.
Herdeg este aruncat în noaptea dinaintea plecării F-117 pentru atacul asupra Washingtonului. Mailer își întâlnește tatăl – pe Mahler. Mailer încearcă să explice unui Mahler neîncrezător cine este el și încearcă să explice soarta Phoenixului. În timp ce vorbesc, Herdeg distruge cu succes aeronava și încearcă să scape prin portalul timpului. Cu toate acestea, Mailer îl împușcă și îl rănește pe Herdeg, doborându-l la pământ. Înainte ca Mailer să-l poată împușca mortal, Herdeg este capabil să-l împuște și să-l omoare pe Mahler. Acest lucru îl șterge pe Mailer din existență, iar Herdeg se târăște spre portal. Herdeg se întoarce în America (în mare parte) originală în 1993, întâlnindu-l pe Ben la meciul său din Liga Juniorilor – uimit să vadă că Jess este acum mama unuia dintre coechipierii lui Ben.

## Distribuție
- Brad Johnson - David Herdeg
- Marjean Holden - Jess
- Gerrit Graham - Dr. William Mailer / Friedrich Mahler
- John Christian Graas - Benjamin
- Cyril O'Reilly - Decker
- Geoffrey Blake - Logan
- Lisa Robins - Scotch
- David Wells - Pinstripes
- Larry Cedar - Hank, The Controller
- Al Pugliese - Coach
- James Greene - Professor Longstreet